# Hexatoma (Eriocera) bifenestrata
Hexatoma (Eriocera) bifenestrata is een tweevleugelige uit de familie steltmuggen (Limoniidae). De soort komt voor in het Oriëntaals gebied.